# クイズ☆スター名鑑
『クイズ☆スター名鑑』（クイズ・スターめいかん）は、TBS系列で2016年10月16日から2017年1月22日まで放送されていたクイズバラエティ番組。

## 概要
かつて2010年から2012年までに放送された『クイズ☆タレント名鑑』の後継番組で、ロゴやマスコットキャラクターの外観が当時のものからマイナーチェンジされている。
演出を務める藤井健太郎は、自分が新しく番組を作ることとなりかねてから担当していた『水曜日のダウンタウン』がVTR中心の番組であったため、スタジオを中心とした番組を作ろうとしたことが復活の発端であるとしている。
2016年8月24日、『芸人キャノンボール2016〜公道最速借り物レース〜 in Summer』の放送直後、突然に「この秋、新番組スタート」と銘打って予告された。
2017年1月22日の2時間SPを以って番組は終了した。放送期間は3ヶ月強でその回数は僅か7回であった（このうち定時で放送されたのは3回のみ）。回数が少ないのは単発特番や後番組の『珍種目No.1は誰だ!? ピラミッド・ダービー』の2時間版を多く放送したためであり、2時間SP放送の約1ヶ月後の2月17日に番組のTwitterにて『クイズ☆スター名鑑』がすでに終了していたことが発表されるという、異例の放送打ち切りだった。次番組は『東大王』に決定したが、それまでは『ピラミッド・ダービー』拡大版や単発特番でつないだ。
なお、制作局・TBSの放送エリアである関東地区に限り、3月3日（金曜日）3:20 - 3:50（2日深夜）に実質上の最終回となる特別編が放送され、この放送でスタッフから後述するレギュラー陣8人と宮川大助・花子、ボビー・オロゴンへ打ち切りの旨が伝えられた。そして番組の最後は『サザエさん』のエンディングのごとく、出演者がお墓の中に入っていくアニメーションで締められた。
番組の早々の終了についてMCの淳は「終了の判断が早い」と本音を漏らしつつも、制作したTBSに感謝を示し『一回終わった番組が、ああやって立ち上がるってことは、僕は芸能生活で初めてだったので、何かもう一回どっかで復活するような気がします』と前向きな発言を残している。

## 出演者
MC・アシスタント
- MC：田村淳（ロンドンブーツ1号2号）
- アシスタント：枡田絵理奈（フリーアナウンサー）[注 3]

レギュラー解答者
- 田村亮（ロンドンブーツ1号2号)【亮チーム・リーダー】
- FUJIWARA〈原西孝幸・藤本敏史〉
- 有吉弘行【有吉チーム・リーダー】
- おぎやはぎ〈小木博明・矢作兼〉

## コーナー
放送内容について公式サイトでは、「過去の人気クイズの復活はもちろん新クイズも続々登場予定」とされている。公式サイトの記述などから行われる予定であることがわかっているコーナー、そして実際に放送されたコーナーを以下に記す。
★ - 通常のフォーマットではなく、単独の企画として放送されるもの。

### 「タレント名鑑」から継続されたコーナー
芸能人してる？してない？クイズ
モニターに次々と出てくる芸能人が「結婚してる?してない?」、「還暦迎えてる?迎えてない?」などのテーマに当てはまっているか否かを当てる2択問題を5秒以内に解答する。
1テーマにつき10問出題され、正解数に応じた得点を獲得する。
有吉チームが出題タレントの悪口を言いながら解答するのがコーナーの見せ場だが、2016年12月4日の放送分では有吉チームの音声がカットされてクイズの音のみが放送された。
芸能人!検索ワード連想クイズ
様々な検索サイトで、ある有名人を名前を打ち込んだ時に出てくる関連ワードが5つ順に無作為に出される。そこから連想される有名人を早押しで当てる形式のクイズ。
演出の藤井健太郎が問題作成に関与している。
「タレント名鑑」時代と同様に、不祥事や犯罪等で芸能活動をしていない有名人の名前がボケ解答として答えられることが多く、放送では時々その名前を銃声の効果音で伏せられることがある。
番組を代表するクイズだが第1回で「嘘つき」「炎上」「ロンブー淳」のワードで有吉が上杉隆と答え、放送を観ていた上杉本人が名前と肖像の無断使用を抗議。それ以来トラブルを避けるため行われなくなってしまった。
モノマネ芸人いる?いない?クイズ
提示されたモノマネ芸人の名前の中から、実在するモノマネ芸人の名前を当てるクイズ。1チーム1人ずつ順番に選んで実在する芸人を当てた場合はポイントを獲得、更にその芸人がスタジオに登場しモノマネを披露する。逆に架空の芸人の名前を選択してしまった場合は「その場をしらけさせた」ということで得点を全て没収されるが、第1回にて登場した坂井泉水（ZARD）のモノマネ芸人・SARDは実際にいたにも拘らず披露したモノマネがあまりにも低クオリティだったため、亮チームと有吉チームの抗議によって没収となった。
「タレント名鑑」時代から引き続き、GO!ピロミは最後まで残すのが暗黙の了解となっている。
芸能人!このオファー引き受けた?引き受けなかった?クイズ
複数の有名人に、主に名前・ニックネーム・出演番組・特技・出来事などに因んだ少し無理のあるオファーを出し、そのオファーを引き受けた有名人を当てる。1チーム1つずつ順番に選んで、正解した場合はポイント獲得、その有名人が実際にオファーを行うVTRが放送される。不正解の場合は「いらぬ期待を持たせた」として得点を全て没収されるが、「クリスチャン・ラッセンの永野が好き」のVTRのクオリティが低すぎたことで有吉チームからの抗議により、亮チームの藤本が自らポイントを没収した。
「タレント名鑑」時代から引き続き、松島トモ子の動物関係オファーは確実に引き受けられるため最後まで残すのが暗黙の了解となっている。
クイズ!サビしか知らないCM曲
サビだけが使用されているCM曲を、イントロから再生。サビに入るまでにその曲が使われているCM・企業名（具体的な企業名が分からなければ業種名でも良い）、曲名、またはCMで流れるサビ頭の歌詞を記述式で答えるクイズ。淳曰く本当に家族で楽しめるクイズ
カラオケ歌われるまで帰れません!
1980年代-1990年代、一部1970年代と2000年代-2010年代にヒット曲を出したアーティスト数組がカラオケボックスに待機し、あらかじめカメラが設置された5つのルームをモニタリングし、自分が所属していたグループ・ユニットの歌が歌われるまで帰宅が許されない企画。脱退・卒業後に発売されたグループの曲でも問題は無い。ただし当人が歌っても参加してもいないユニットの曲が歌われた場合は無効のため帰宅することはできない。また、カバー曲も認められている。なお、カバー曲が歌われた場合「実際にカバー曲を歌っているアーティスト」「原曲を歌っているアーティスト」は両方勝ち抜けの対象となり、両者がともに残存していた場合は同時に勝ち抜けとなる。実際に松本梨香と前田由紀（現：前田有嬉　元Whiteberry）が参加していた第２回においてWhiteberryカバーのめざせポケモンマスターが歌唱され、２人同時の勝ち抜けが起こりえる状況になったことがある（実際には歌われた段階で前田は勝ち抜けていたため同時抜けとはならなかった）。カバー曲が解禁された「タレント名鑑」時代からこのルールの想定があったかどうかは不明。
自分の持ち歌が選曲されたらその部屋へ向かい客と一緒に歌って帰宅となる。ただし部屋に入る前に曲の演奏が中止、または終了されるとノーカウントとなる。
なお、モニタリングルームで歌う一般人には事前に調査目的でカメラが入る旨が説明され、承諾した人が入る。「タレント名鑑」時代、その中に番組が「最強素人」と呼ぶ異常なパフォーマンスと1970年代の曲も披露する女性2人組がいたためコーナー再開にあたり番組からの要請で「出演者の暇つぶし要員」として参加した。なお諸事情により、2人組のうち1人は別の人物に代わっている。また、途中体力を使い果たして倒れる場面も見られた。このため番組では2代目スーパー素人のオーディションを第2回の同企画で実施し、大学生・芸人（うるとらブギーズ、ガーリィレコード、三福エンターテイメントなど）・あやまんJAPANなどがアーティストを楽しませるためのカラオケ芸を披露した。
タレント出演番組数 ジャスト21
スタジオセットのボードにリストアップされた500人の有名人の1週間のテレビ番組出演数（NHKおよび民放キー局）を予想し、その合計を21にするゲーム。なお、調査期間は「○月のある1週間」と出題される。そのためレギュラー出演している番組の他に、その調査期間に放送された特番枠へのゲスト出演もカウントされる。帯番組は5番組としてカウントされる、そのため、「バイキング」に出演していた坂上忍、「徹子の部屋」に出演している黒柳徹子は５番組以上はカウントされる。また、再放送された番組も1番組としてカウントされ、逆に調査期間の週にレギュラーが特番など休止になったり、レギュラーが通常放送されていてもその週が未出演の回だったりすれば、当然カウントされない。関東地区の番組が対象。グループは全員がそろって出演してる番組のみカウント、個々の名前を選べば、グループで出演している番組とピンでの出演番組の合計となる。実際の例としてトレンディエンジェルを選べば、たかしと斎藤司のコンビで出てる番組がカウントされ、この際は単独での出演番組はカウントされない。櫻井翔を選べば、嵐としての番組と櫻井翔単独での出演番組の合計、設楽統を選べばバナナマンとしての出演番組と設楽単独での番組の合計がカウントされる。
まず淳が1人目となる有名人を選択、この人物は全チーム共通となる。その後は1チームごとに順番で有名人を1人ずつ選択。選んだ人物の出演番組数が加算され、2周目以降は合計値の少ないチームから選択していき、合計番組数が21を超えるとドボン。また出演番組数が0の人を選んでしまった場合も、その人に恥をかかせてしまったということでドボンとなる。
最初に21を達成させたチームに得点が加算される。なお1 - 3番手のチームが達成させた場合は、その1周が最後の周回となり、そこで同じく21を達成できたチームにも得点が加算される。また3周しても21達成チームが現れなかった場合は、21に一番近かったチームに得点が加算される。
順番が来る前に他のチームが全てドボンになっても、その周回の解答を終えなければ得点を獲得できない。
タレント名鑑時代、途中から使用禁止となったとんねるず（木梨憲武　石橋貴明）と三瓶の今回の扱いについては不明。
一応、スタジオに張られた500人の中には3人ともリストアップはされている。
2回目の放送で行った際、有吉チームがスタジオにいた藤本敏史を選択し、結果、1番組（内訳:プレバト）となり、彼に赤っ恥をかかせる場面があった。さらにその放送を見ていたのか千原ジュニア（当時：特待生昇格前）が、プレバトで藤本（当時：名人初段）と共演した際、フジモンは1週間をプレバト、俳句に全部かけられるから、さぞかし素晴らしい俳句をつくるといじる場面があった。
スター☆今の限界名鑑
過去に活躍した有名人やスポーツ選手などの今の記録を予想する。ロゴとBGMは『帰ってきたウルトラマン』を意識した手法になっている。『仮面ライダーアマゾン』のEDの一部も使用されている。
なお、コーナーで流れる替え歌は『帰ってきたウルトラマン』のフレーズを用いており、歌っているのは同作の主演で原曲の歌い手でもある団時朗。
ギリギリ有名人が逃走中★
フジテレビ系『run for money 逃走中』のパロディのロケ企画。解答者が「ハンター」となり、遊園地の中にいるテレビであまり見かけなくなった懐かしい有名人、いわゆる『ギリギリ有名人』を捜索する。ギリギリ有名人たちは300人のエキストラに紛れているが、ハンターに気づかれたと思ったら逃げ始める。ハンターはギリギリ有名人を捕まえ（ペアの場合は2人とも捕まえる）、人物名・コンビ名をフルネームで正確に答える（コンビの内片方だけが出演した場合は「コンビ名と苗字」という答え方でも正解。）。名前を間違えるとペナルティとして1分間停止となり、捕まえた相手に逃げられる。正解して初めて「確保」となりポイント獲得。逃走しているギリギリ有名人を全員確保した時点でゲームは終了、最も多くのギリギリ有名人を確保したハンターが勝者となる。また、エキストラの一部には「モノマネ芸人いる?いない?クイズ」へ出演した「痩せスギちゃん」「松浦ほよよ」といったモノマネ芸人も紛れていた（『有名人』ではないため確保しても正解にはならない）。
クイズ☆アナタの記憶★
「記憶」をテーマとするクイズで、賞金を賭けて出演者が絶対に覚えているはずの事柄を出題し、その記憶を引き出すことができるかに挑んでもらう。もともと単発番組として放送されたものをコーナー化したもの。

### 「スター名鑑」から開始されたコーナー
芸能人夫婦!キスする?しない?クイズ
芸能人夫婦に「夫婦にまつわるインタビュー」をしている最中に突然キスをするようお願いをし、キスをするか否かを当てるクイズ。実際にキスをした夫婦を選択した場合はポイントを獲得できるが、逆にキスをしなかった夫婦を選択した場合は「要らぬ夫婦の溝を世間に晒してしまった」ということで得点を全て没収される。
たとえツッコミ!逆算クイズ
後藤輝基（フットボールアワー）がかつて繰り出した「たとえツッコミ」を見て、それが一体どんな状況で繰り出されたものなのかを当てるクイズ。
後藤本人が出演している場合は解答権が与えられない。
本人似顔絵クイズ!描いたの誰でしょう?
芸能人が描いた自身の似顔絵を見て、それを描いた人物を当てるクイズ。
1チームずつ順番に解答し正解すれば得点、30ポイントを獲得できるが、不正解の場合は他の3チームに解答権が移る、この場合は10ポイント。しかし他の3チームも不正解の場合、得点は入らない。
あいつ今ネタ何してる?
過去に一世を風靡した一発屋芸人が現在やっている新ネタを披露するが、中には番組側が考案した偽の新ネタも混在しておりネタを見た上でそれがホンモノかニセモノかを当てるクイズ。タイトルはテレビ朝日系「あいつ今何してる?」のパロディ。
ベテラン芸能人できる?できない?クイズ
8人のベテラン芸能人が様々な競技に挑戦し、各競技ごとに「記録が良い」と思う芸能人を指名していきその順位に応じた得点を獲得できるクイズ。解答順は得点の低いチームからスタートとなる。
TBS初登場クイズ
パネラーが自分自身のTBS初登場の番組名を当てるクイズ。冒頭に出るコーナータイトルには、1961年8月から1991年9月29日まで使用された筆記体ロゴ、CI導入を行った1991年9月30日から1994年1月16日まで使用された「ミクロコスモスTBS」、現放送センター完成を前に1994年1月17日から使用を開始した現行ロゴ（2000年2月から使用されているジ～ンはなし）の歴代ロゴ3種類が登場する。
出題された際は正解者は出なかったものの、有吉の初出演番組が関口宏の東京フレンドパークIIであり、多くのパネラーに出演経験があったため、即興で「自分がビッグチャレンジで獲得したものは何か」「一緒に出演したのは誰か」のクイズが行われ、本編以上の盛り上がりを見せた。

### チャンスクイズ
優勝チームのみが挑戦する賞品獲得をかけたクイズ。実施は不定期で、内容も毎回異なる。第2回と第4回は無し。
亀田チャンス
初回に放送。亀田とは亀田三兄弟と亀田史郎のこと。ダミーの混ざった4つの亀田式トレーニングの中から実際に亀田家が行っていたものの1つを見抜くクイズ。VTRには亀田興毅と亀田大毅、彼らの父親である史郎に扮した大浜真介（レアレア）が出演した。
デスメタルチャンス
第3回で放送。登場する2組のデスメタルバンドがカバーした曲が何かを当てるクイズ。2曲のうち1曲でも正解すれば賞品獲得となる。ちなみにこのクイズは2019年4月7日のオールスター後夜祭の中でボーナスクイズ枠として復活した。
神奈月チャンス
第5回で放送。神奈月のモノマネレパートリーの中から過去に披露した見てもあまりわからないモノマネをフリなしで見て、誰のモノマネをしたかを当てる。5問中2問正解すれば賞品獲得となる。

## スタッフ
- ナレーション：銀河万丈
- 構成：興津豪乃、大井洋一、矢野了平、田中淳也、村上洋賢、大西右人、塩見昌矢
- TM：近藤明人
- TD：中野啓、坂口司
- VE：粂川高広
- CC：中島文章、坂口司
- 音声：菅原正巳
- 照明：渋谷康治、宮崎友宏
- ロケ技術：SWISH JAPAN
- 音効：石川良則、曽我葵
- 美術P・デザイナー：齊藤傑
- 美術制作：半田裕記、鈴木直美
- 装置：正代俊明
- 操作：今野貴司
- 電飾：井合友美
- メカシステム：庄子泰広
- アクリル装飾：森美男
- 持道具：小松絵里子
- 編集：関美幸、高橋雄人
- MA：市川徹
- 衣装：金城史子
- ヘアメイク：藤田三奈
- CG：ODDJOB
- OPアニメ：シャシャミン
- OP曲：jjj (Fla$hBackS)
- TK：伊藤佳加、五味真琴
- 編成：岸田大輔
- 宣伝：小山陽介
- デスク：椿美貴子
- AP：新貝元章、小林聡美、小倉文
- ディレクター：池田哲也、田中良憲、水口健司、佐々木卓也、三枝浩史、平野亮一、町田有史、宍戸透
- 協力プロデューサー：大谷重雄
- MP：中川通成
- 演出：藤井健太郎
- プロデューサー：福田健太郎
- 制作協力：吉本興業
- 製作著作：TBS

## ネット局
| 放送対象地域  | 放送局                    | 系列    | 放送日時           |
| ------------- | ------------------------- | ------- | ------------------ |
| 関東広域圏    | TBSテレビ（TBS） 制作局   | TBS系列 | 日曜 18:55 - 19:56 |
| 北海道        | 北海道放送（HBC）         | TBS系列 | 日曜 18:55 - 19:56 |
| 青森県        | 青森テレビ（ATV）         | TBS系列 | 日曜 18:55 - 19:56 |
| 岩手県        | IBC岩手放送（IBC）        | TBS系列 | 日曜 18:55 - 19:56 |
| 宮城県        | 東北放送（TBC）           | TBS系列 | 日曜 18:55 - 19:56 |
| 山形県        | テレビユー山形（TUY）     | TBS系列 | 日曜 18:55 - 19:56 |
| 福島県        | テレビユー福島（TUF）     | TBS系列 | 日曜 18:55 - 19:56 |
| 山梨県        | テレビ山梨（UTY）         | TBS系列 | 日曜 18:55 - 19:56 |
| 長野県        | 信越放送（SBC）           | TBS系列 | 日曜 18:55 - 19:56 |
| 新潟県        | 新潟放送（BSN）           | TBS系列 | 日曜 18:55 - 19:56 |
| 静岡県        | 静岡放送（SBS）           | TBS系列 | 日曜 18:55 - 19:56 |
| 富山県        | チューリップテレビ（TUT） | TBS系列 | 日曜 18:55 - 19:56 |
| 石川県        | 北陸放送（MRO）           | TBS系列 | 日曜 18:55 - 19:56 |
| 中京広域圏    | CBCテレビ（CBC）          | TBS系列 | 日曜 18:55 - 19:56 |
| 近畿広域圏    | 毎日放送（MBS）           | TBS系列 | 日曜 18:55 - 19:56 |
| 鳥取県 島根県 | 山陰放送（BSS）           | TBS系列 | 日曜 18:55 - 19:56 |
| 岡山県 香川県 | 山陽放送（RSK）           | TBS系列 | 日曜 18:55 - 19:56 |
| 広島県        | 中国放送（RCC）           | TBS系列 | 日曜 18:55 - 19:56 |
| 山口県        | テレビ山口（tys）         | TBS系列 | 日曜 18:55 - 19:56 |
| 愛媛県        | あいテレビ（itv）         | TBS系列 | 日曜 18:55 - 19:56 |
| 高知県        | テレビ高知（KUTV）        | TBS系列 | 日曜 18:55 - 19:56 |
| 福岡県        | RKB毎日放送（RKB）        | TBS系列 | 日曜 18:55 - 19:56 |
| 長崎県        | 長崎放送（NBC）           | TBS系列 | 日曜 18:55 - 19:56 |
| 熊本県        | 熊本放送（RKK）           | TBS系列 | 日曜 18:55 - 19:56 |
| 大分県        | 大分放送（OBS）           | TBS系列 | 日曜 18:55 - 19:56 |
| 宮崎県        | 宮崎放送（MRT）           | TBS系列 | 日曜 18:55 - 19:56 |
| 鹿児島県      | 南日本放送（MBC）         | TBS系列 | 日曜 18:55 - 19:56 |
| 沖縄県        | 琉球放送（RBC）           | TBS系列 | 日曜 18:55 - 19:56 |

## 関連番組
- クイズ☆タレント名鑑
- テベ・コンヒーロ
- クイズ☆正解は一年後
- クイズ☆アナタの記憶
- 芸人キャノンボール
- チーム有吉〜◯◯したら即引退スペシャル～